# Beat the Champ
Beat the Champ è il quindicesimo album in studio del gruppo musicale statunitense The Mountain Goats, pubblicato nel 2015.
Si tratta di un concept album sul wrestling.

## Tracce
1. Southwestern Territory – 4:14
2. The Legend of Chavo Guerrero – 3:00
3. Foreign Object – 2:51
4. Animal Mask – 2:54
5. Choked Out – 1:42
6. Heel Turn 2 – 5:58
7. Fire Editorial – 3:22
8. Stabbed to Death Outside San Juan – 3:48
9. Werewolf Gimmick – 2:34
10. Luna – 3:27
11. Unmasked! – 3:28
12. The Ballad of Bull Ramos – 2:53
13. Hair Match – 5:40

## Formazione
- John Darnielle – chitarra acustica, voce, piano, tastiera
- Peter Hughes – basso, chitarra elettrica
- Jon Wurster – batteria, percussioni
- Brad Cook – cori
- Phil Cook – organo, cori
- Matt Douglas – legni
- Erik Friedlander – archi
- Nathan Golub – steel guitar
- Austin Nevins – chitarra